# Міжусобна війна в Чернігівському князівстві (1226)
Міжусобна війна в Чернігівському князівстві (1226) — боротьба за владу в Чернігівському князівстві між Михайлом Всеволодовичем, за підтримки Юрія Всеволодовича Володимирським, та Олегом Курським, що закінчилася перемогою Михайла.

## Хід війни
Конфлікт, схоже, розпочався через претензії на престол Чернігівського князівства.  Михайло Всеволодович, підтримуваний Юрієм Всеволодовичем Володимирським, виступив проти Олега Курського.
Міжусобна війна у Чернігівському князівстві 1226 року включала кілька ключових битв, які визначили результат конфлікту між Михайлом Всеволодовичем та Олегом Курським.

### Бій під Черніговом
Основна битва сталася на околицях Чернігова.  Михайло Всеволодович, який підтримав Юрій Всеволодович Володимирський, зібрав значні сили для облоги міста.  Олег Курський, який захищав Чернігів, спробував утримати місто, але його сили виявилися недостатніми проти об'єднаної армії Михайла та його союзників.  Внаслідок битви Михайлу вдалося взяти Чернігів, що стало вирішальним моментом у війні.

### Битва на річці Снов
Ще одна важлива битва сталася на річці Снов.  Ця битва була стратегічно важливою, оскільки контроль над річкою дозволяв контролювати шляхи постачання та пересування військ.  Михайло Всеволодович здобув перемогу у цій битві, що зміцнило його позиції та дозволило продовжити наступ на інші міста князівства.

### Облога Новгород-Сіверського
Після взяття Чернігова Михайло направив свої сили на Новгород-Сіверський, який також був важливим стратегічним пунктом.  Облога міста тривала кілька тижнів, і, зрештою, Михайлу вдалося взяти місто, що остаточно закріпило його перемогу у війні.

### Висновок
Війна закінчилася перемогою Михайла Всеволодовича.  Олег Курський був змушений відступити та визнати поразку.

## В історіографії
Головними першоджерелами за цими подіями є: Іпатіївський, Лаврентіївський, Перший-Новгородський, Воскресенський, Ніконівський, Суздальський і Тверський літописи.
Літопис називає основних учасників, але не вказує причин зіткнення. Крім того, літопис не називає по батькові Олега Курського, що ускладнює визначення його родових претензій та предмету боротьби 1226 року зокрема. Як правило Олега вважають, сином Ігоря Святославича Новгород-Сіверського, а отже троюрідним дядьком Михайла, і конфлікт 1226 року в цьому разі є конфліктом між дядьком і племінником, у якому племінник переміг, як, наприклад, 1127 року в тому ж Чернігові (але в цьому випадку за втручання третьої сили). За іншою версією, Олег Ігорович помер 1205 року, і Олег Курський був сином Святослава Ольговича Рильського. В цьому випадку він був молодшим четверорідним братом Михайла і переважних прав на Чернігів не мав. Зотов Р. В. звернув увагу на те, що Олега Ігоровича не згадано на князівському з'їзді перед походом на Калку перед Михайлом, а також те, що у Воскресенському та Никонівському літописах повідомлено під 1228 роком про одруження Всеволода Костянтиновича Ярославського з дочкою Олега Святославича, і вважає Олега сином Святослава Ігоровича.
Михайло Всеволодович названий другим серед чернігово-сіверських князів після свого дядька у зв'язку із битвою на Калці (1223) і, як правило, вважається чернігівським князем з моменту його загибелі там. При цьому в 1224—1226 роках Михайло був новгородським князем. За версією Горського А. А., чернігівським князем у 1223—1226 роках був Констянтин Ольгович — старший двоюрідний брат Михайла. У цьому випадку конфлікт Михайла з Олегом є не конфліктом чернігівського князя з удільним, а конфліктом двох претендентів на Чернігівський престол. Дослідник звертає увагу на те, що боротьба за владу відбулася не 1223 року, відразу після загибелі Мстислава Святославича, а тільки через 3 роки.
За версією Войтовича Л. В., причиною конфлікту була спроба Олега змінити рішення Чернігівського з'їзду 1206 року. На його думку, принципове рішення про зайняття новгород-сіверського престолу нащадками Всеволода Ольговича було ознаменовано одруженням Давида Ольговича з дочкою Ігоря Святославича 1190 року, реалізовано з переходом Ігоря Святославича на Чернігівське князювання 1198 року, 1206 року, відразу після з'їзду, Ігоревичі отримали підтримку родичів у зайнятті галицько-волинських столів (яких 1211 року позбулися), а в 1212/15—1239 роках новгород-сіверським князем був Мстислав Глібович. На користь того варіанту, що конфлікт був не через Чернігів, говорить і те, що Олега в літописі названо тільки Курським, тобто він не займав стіл, що прямо передує чернігівському (Новгород-Сіверський або Стародуб).